# Pavol Dobšinský
Pavol Dobšinský, né le 16 mars 1828 à Slavošovce (Hongrie) et mort le 22 octobre 1885 à Drienčany (Autriche-Hongrie), est un prêtre évangélique slovaque, folkloriste, poète, écrivain, traducteur et collecteur de la tradition orale.
Il est classé comme romantique et comme l'un des écrivains de la génération Štúr.
Dans le sondage de la chaine RTVS en 2019 des plus grandes personnalités slovaques, il obtient la 70e place.

## Biographie
Né dans la famille d'un pasteur évangélique, il fait ses études au gymnasium de Rožňava puis à celui de Miskolc. À partir de 1840, il étudie au lycée évangélique de Levoča. En 1850, il obtient son diplôme et réussit l'examen de prêtre. En 1848-1849, il s'engage dans l'armée révolutionnaire, puis devient soldat dans l'armée impériale. En 1850-1852, il travaille à Levoča comme assistant de pasteur évangélique (Farář) et ethnographe Samuel Reuss. Grâce à son employeur, il commence à se consacrer à la collecte et à la publication de littérature orale slovaque. À partir de 1852, il travaille comme rédacteur adjoint dans la revue Slovenské pohľady, puis comme aumônier ; de 1858 à 1861, il est professeur de langue et de littérature slovaques à Banská Štiavnica, et plus tard il s'installe à Drienčany, où, à partir de 1861, il exerce comme pasteur. Il se marie une première fois avec Paulina Schmidtová, puis une seconde avec Adela Medvecká-Čajaková, la veuve de Ján Čajak (cs) et sœur de Terézia Vansová.

## Œuvre
Les débuts de son œuvre littéraire remontent à ses études au lycée évangélique. Déjà à cette époque, il écrivait des poèmes dans l'esprit de la poésie de Štúr. Il s'agissait principalement de variations sur des chants populaires, des poèmes patriotiques et allégoriques. Il traduisait également systématiquement de la poésie du monde entier. Ses traductions de George Byron, Alphonse de Lamartine et Adam Mickiewicz sont progressivement publiées dans diverses revues. Il publie aussi dans la revue Holubica et dans la revue Sokol, et fait la critique des almanachs Concordia et Lipa. En tant qu'éditeur, il est responsable de la publication des œuvres littéraires de Ján Čajak, Ján Botto (sk) et Ľudovít Kubáni. Son travail se concentre sur la folkloristique. Déjà étudiant, il s'intéressait aux questions de littérature populaire. Il publia des études folkloriques dans des revues et les synthétisa dans le livre Réflexions sur les légendes slovaques (Úvahy o slovenských pověstech) en 1872. Il a systématiquement collecté et transcrit chansons, proverbes, dictons, devinettes, jeux, coutumes et superstitions. Avant de les publier, il les a dépouillés de leur érotisme et de leur humour croustillant, ce qui a permis aux œuvres folkloriques (initialement destinées aux adultes) de devenir populaires et adaptées aux lecteurs enfants. Avec August Horislav Škultéty (sk), il a compilé et publié entre 1858 et 1961 un recueil de 64 contes de fées en six volumes sous le titre Contes slovaques (Slovenské pověsti). Peu avant sa mort , il a publié 90 contes de fées en huit volumes sous le titre Prostonárodní slovenské pověsti (1880-1883). Ces recueils constituent l'œuvre fondamentale et toujours très précieuse et représentative du folklore slovaque,.

## Publications
- 1858-1861 : avec A. H. Škultétym, Slovenské pověsti, Rožňava – Banská Štiavnica ((sk) Lire en ligne)
- 1874 : Sborník slovenských národních písní, pověstí, přísloví, pořekadel, hádanek, her, obyčejů a pověr
- 1880 : Prostonárodní obyčeje, pověry a hry slovenské
- 1880-1883 : Prostonárodní slovenské pověsti, 8 volumes ((sk) Lire en ligne)

## Hommage
- (39880) Dobšinský, un astéroïde de la ceinture principale, a été nommé d'après Pavol Dobšinský[7].